# 繁久寺
繁久寺（はんきゅうじ）は、富山県高岡市にある曹洞宗の寺院。
前田利長墓所の廟守として造営された寺院で、回廊に安置された五百羅漢で知られる。

## 歴史
- 永禄5年（1562年） - 射水郡飯久保村（現在の氷見市）に一宇を建立し「飯久寺」と号したのに始まる。
- 正保3年（1646年） - 加賀前田家2代前田利長の33回忌に墓所を造営するにあたり、廟守として飯久寺を飯久保村より移し「繁久寺」と改称する。
- 安政6年（1859年） - 失火により堂宇を焼失。
- 文久2年（1862年） - 加賀前田家13代前田斉泰により堂宇が再建。
- 大正6年（1917年） - 高岡養老院を開設。
- 昭和14年（1939年） - 座禅堂を建立。